# ۵۹۲ (خورشیدی)
۵۹۲ پانصد و نود و دومین سال هجری خورشیدی است.